# Černjachovskij rajon
Il Černjachovskij rajon (in russo Черняховский район?) è un rajon dell'Oblast' di Kaliningrad, nella Russia europea; il capoluogo è Černjachovsk.